# Варовиште
Варовиште (мкд. Варовиште) је насеље у Северној Македонији, у североисточном делу државе. Варовиште је у оквиру општине Крива Паланка.
У атару села Варовишта се налази Манастир Осогово.

## Географија
Варовиште је смештено у североисточном делу Северне Македоније. Од најближег већег града, Куманова, село је удаљено 65 km источно.
Село Варовиште се налази у историјској области Славиште. Насеље је положено високо, на северним падинама планине Осоговских планина, на око 900 метара надморске висине.
Месна клима је планинска због знатне надморске висине.

## Становништво
Варовиште је према последњем попису из 2002. године имало 87 становника. Од тога огромну већину чине етнички Македонци (100%).
Претежна вероисповест месног становништва је православље.